# Dryptodon bicolor
Dryptodon bicolor là một loài Rêu trong họ Grimmiaceae. Loài này được (Herzog) Ochyra & Żarnowiec mô tả khoa học đầu tiên năm 2003.